# Valjoux
Valjoux (в честь Vallée de Joux, «Joux Valley») — швейцарский производитель часовых механизмов. Производство известно главным образом своими механизмами для хронографов, используемых в часах среднего и высокого ценового диапазона. Мануфактура, ставшая частью ETA, в настоящее время входит в состав Swatch Group. В рамках Swatch Group подразделение Valjoux отвечает за дизайн и производство механизмов Valjoux ETA 7750 и их вариаций (7751, 7753, 7754) чрезвычайно популярных и используемые в большинстве механический хронографов представленных на рынке сегодня.'
Среди известных брендов, которые используют базовые (либо с доработками) механизмы Valjoux, такие как Certina, Omega,  Longines, Tissot, Oris, TAG Heuer, IWC, Porsche Design, Sinn, и так далее.